# وو چون مینگ
وو چون مینگ (انگلیسی: Wu Chun Ming؛ زادهٔ ۲۱ نوامبر ۱۹۹۷) بازیکن فوتبال است.
وی همچنین در تیم‌های ملی فوتبال و زیر ۲۳ سال هنگ کنگ و هنگ کنگ بازی کرده‌است.